# Paul Aerts
Paul Aerts (Beerzel, 16 december 1949) is een voormalig Belgisch wielrenner. Hij was beroepswielrenner van 1971 tot 1976.
Zijn meest opvallende prestatie behaalde hij in 1972 toen hij op enkele seconden na de zege in de Ronde van Luxemburg misliep. 

## Belangrijkste resultaten
1971
- 2e - Lubbeek
- 2e - Templeuve

1972
- 1e - Templeuve
- 1e - Neerheylissem
- 2e - Ronde van Luxemburg
- 2e - St. Kwint. lennik
- 2e - Omloop van de Vlaamse Scheldeboorden
- 2e - Dworp
- 2e - Putte
- 2e - Baisieux
- 3e - Ekeren
- 3e - St. Katelijne-Waver
- 9e - Vlaamse gewesten
- 9e - Ganshoren

1973
- 1e - Koekelaere
- 2e - Templeuve
- 3e - Reet
- 3e - Vilvoorde
- 3e - Kalmthout
- 3e - Houtem-Vilvoorde
- 5e - Harelbeke
- 6e - Diest
- 7e - Hoboken
- 7e - Ganshoren

1974
- 2e - Drogenbos
- 2e - Lede
- 10e - Kessel-Lo

1975
- 3e - Momignies
- 3e - Ninove
- 9e - Ledegem
- 9e - Bever

1976
- 1e - Ottignies
- 3e - Lommel

## Grote rondes
Eindklasseringen in grote rondes, met tussen haakjes het aantal etappeoverwinningen.
| Jaar | Ronde van Italië | Ronde van Frankrijk | Ronde van Spanje |
| ---- | ---------------- | ------------------- | ---------------- |
| 1972 |                  | 69e                 |                  |
| 1973 |                  | opgave              |                  |